# Don Matteo
Don Matteo es una serie de televisión italiana que se emite en la RAI desde el año 2000.
El protagonista es el padre Matteo Bondini (interpretado por Terence Hill), sacerdote católico, párroco de la ciudad de Gubbio (Perugia), famoso por investigar crímenes locales. Don Matteo es una persona sabia y respetada que realmente se las arregla para entender los problemas de la gente, y siempre parece estar dispuesto a ayudar. Gracias a su encanto y positividad, a menudo ayuda a los delincuentes en su camino hacia la redención y siempre les convence para que confIesen sus crímenes y asuman sus responsabilidades.

## Desarrollo
Don Matteo Bondini es un sacerdote católico, siempre dispuesto a ayudar a todos. Natural de Gubbio, fue misionero en Brasil, los Estados Unidos de América (en particular en Alaska), México, la Amazonia y Filipinas. Dotado de una gran humanidad, tiene un gran conocimiento y una comprensión profunda de las emociones humanas.
Siempre se improvisa como detective para ayudar a los carabineros a exonerar a los inocentes. También se las arregla para resolver los casos y descubrir a los asesinos antes que los carabineros a través de sus recuerdos repentinos. Siempre es bueno y amable con todos, incluso con los asesinos. A menudo va vestido con sotana, a veces usa ropa deportiva y casi siempre lleva una boina negra. Su único medio de transporte es una bicicleta de la época.
El legendario cómico Nino Frassica es el suboficial Antonino Cecchini, un carabinero de mediana edad que además es el mejor amigo de don Matteo.

### Protagonistas
- Terence Hill es el sacerdote protagonista don Matteo.
- Nino Frassica es el brigada[3] de carabineros Cecchini.
- Pamela Saino es Patrizia, la hija del brigada Cecchini.
- Natalie Guetta es Natalina.
- Francesco Scali es el sacristán Pippo.
- Flavio Insinna fue durante las 5 primeras temporadas el capitán de carabineros Flavio Anceschi.
- Simone Montedoro fue de temporada 6 a 10, el capitán de carabineros Giulio Tommasi.
- Maria Chiara Giannetta desde temporada 11, la capitán[4] de carabineros Anna Olivieri.
- Astra Lanz es Sor Maria.
- Karlos Granada es Renato di Franco.
- Alice Bellagamba es Alma. (temporada 9)
- Milena Miconi es la alcaldesa Laura Respighi

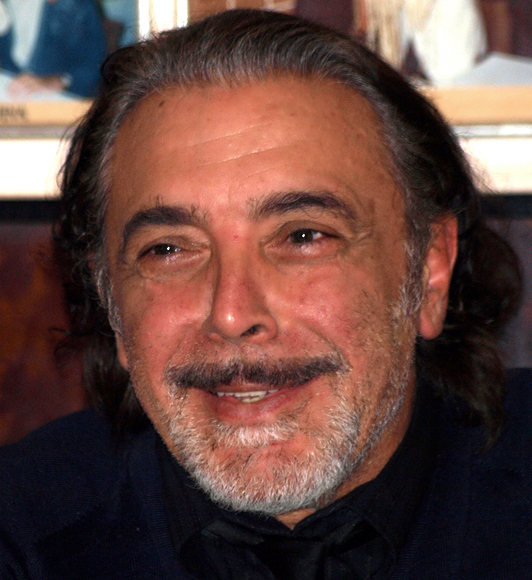
Nino Frassica es el brigada Antonio Cecchini
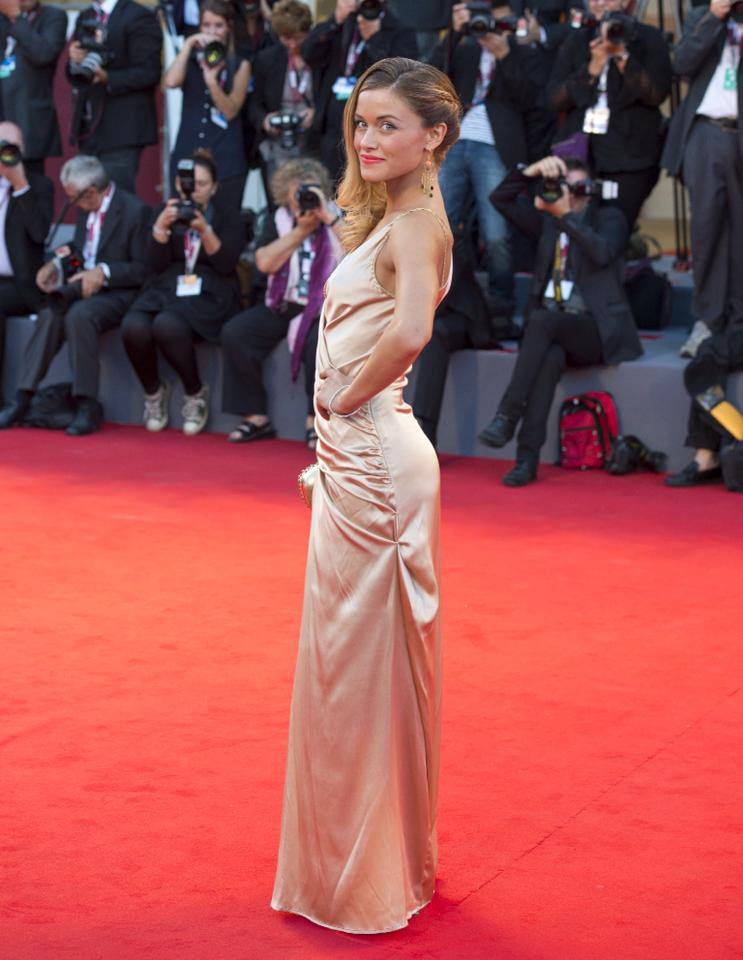
Alice Bellagamba es Alma
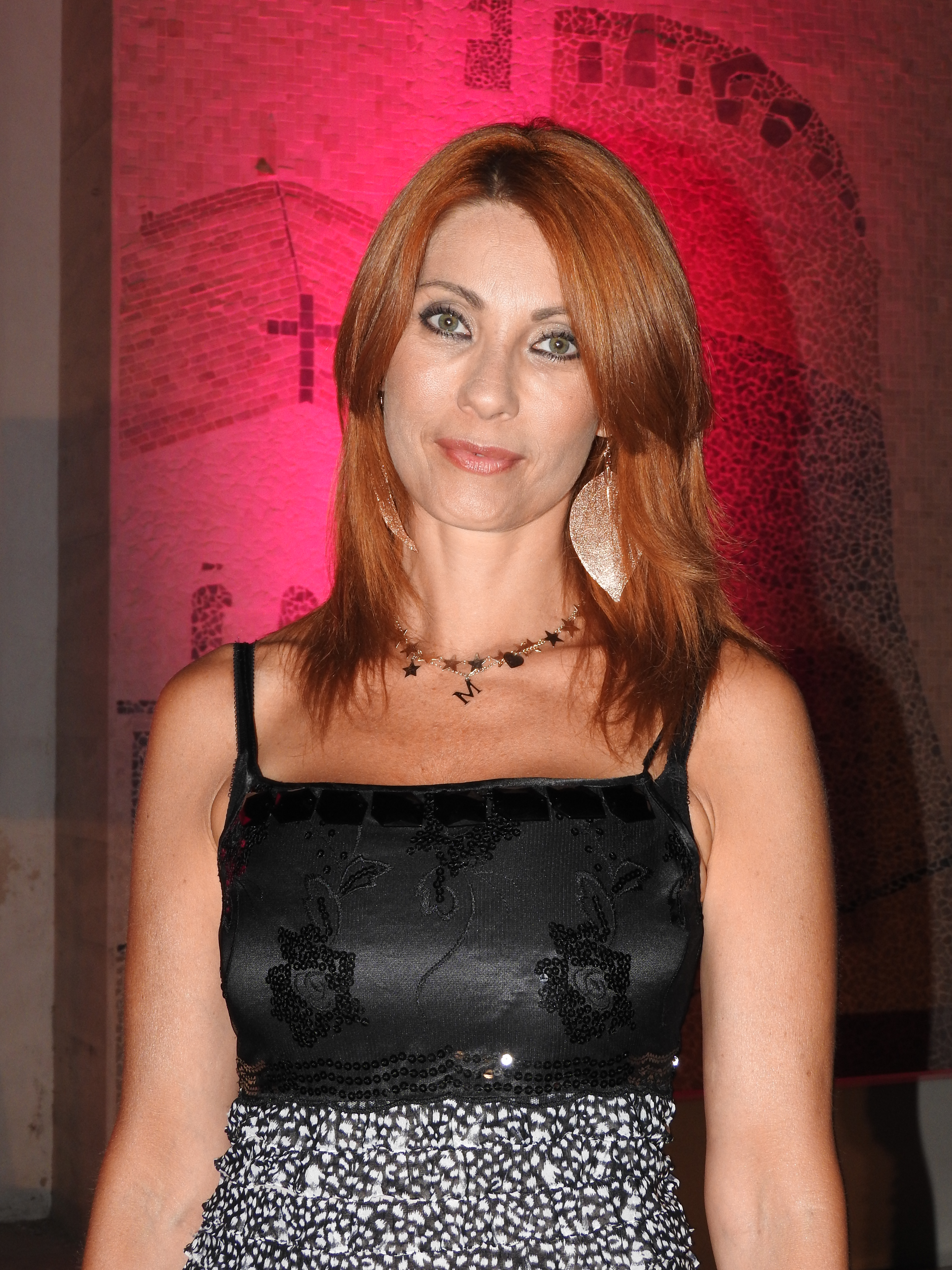
Milena Miconi es Laura Respighi

### Producción
La serie nació en 1998 de una idea del director Enrico Oldoini y del tema de la serie de Alessandro Bencivenni y Domenico Saverni. Es producido por Lux Vide SpA de Matilde y Luca Bernabei en colaboración con Rai Fiction.
La primera temporada fue filmada en 1998 - 1999 y dirigida por Enrico Oldoini.
La segunda temporada se rodó en 2001 y fue dirigida por Andrea Barzini y Leone Pompucci.
La tercera temporada fue filmada en 2002 y dirigida por Andrea Barzini, Enrico Oldoini y Leone Pompucci.
La cuarta temporada fue filmada en 2003 - 2004 y dirigida por Andrea Barzini y Giulio Base.
La quinta temporada fue filmada en 2005 - 2006 y dirigida por Giulio Base, Carmine Elia ed.Elisabetta Marchetti.
La sexta temporada fue filmada en 2007 - 2008 y dirigida por Giulio Base, Fabrizio Costa y Elisabetta Marchetti.
La séptima temporada se rodó en 2009 y fue dirigida por Giulio Base y Lodovico Gasparini.
La octava temporada se rodó en 2011 y fue dirigida por Giulio Base, Carmine Elia, Fernando Muraca y Salvatore Basile.
La novena temporada fue filmada en 2013 y dirigida por Monica Vullo , Luca Ribuoli y Jan Maria Michelini.
La décima temporada fue filmada en 2015 y dirigida por Jan Maria Michelini, Daniela Borsese y Monica Vullo , la primera emisión en Rai 1 tuvo lugar el 7 de enero de 2016 y terminó el 14 de abril.
La undécima y última temporada fue filmada en 2017 y dirigida por Jan Maria Michelini, Alexis Sweet y Raffaele Androsiglio. La primera emisión en Rai 1 tuvo lugar el 11 de enero de 2018 y concluyó el 19 de abril.
A partir de 2019, Don Matteo se convierte en formato TV Movie (película para televisión) según declaró el actor Terence Hill.
Durante el 2021, coincidiendo con el rodaje de la decimotercera temporada y tras veinte años de serie, el carismático Terence Hill anunció su retirada de 'Don Matteo' para dar paso a otro clérigo como sacerdote-detective.
La serie es un auténtico éxito en Italia, siendo habitual que obtenga cuotas de audiencia del 30% y más de 6 millones de espectadores, llegando a alcanzar su récord en el estreno de la temporada 10, el 7 de enero de 2016, cuando llegaron a verla 9,6 millones de espectadores. En 2020 se convirtió en la segunda serie más longeva de la televisión italiana, solo por detrás de la serie "El comisario Montalbano", que empezó a emitirse en 1999.
Durante la decimotercera temporada de 'Don Matteo' vista en abril de 2022 por la Rai 1, la despedida de Terence Hill de su personaje más carismático acontece durante el cuarto capítulo titulado originalmente 'Così lontani, così vicini'. A partir de aquí la serie continúa con otro clérigo llamado don Massimo que es interpretado por el italiano Raoul Bova.

### Localización
La localización principal de la serie es Gubbio, cerca de Perugia. En las tres primeras temporadas este era el único lugar de rodaje, pero a partir de la cuarta temporada, se agregó Roma como lugar secundario.
A partir de la novena temporada la serie se trasladó a Spoleto, también en Umbría (Italia). Además, algunos incidentes se producen en otras ubicaciones de menor importancia:
- Ciudad del Vaticano, el episodio de la cuarta temporada titulado Asesinato en la biblioteca.
- Perugia, episodio de la quinta temporada llamado Un domingo tranquilo.
- Cerca de la ciudad de Narni se hicieron algunos disparos en la cuarta temporada.
- En Bevagna tienen lugar algunas escenas exteriores de las temporadas sexta y séptima.
- Cerca de la ciudad de Foligno, se tomaron algunas imágenes de la séptima temporada.

## Episodios
| Temporadas | Temporadas | Episodios | Premier                  | Final                   |
| ---------- | ---------- | --------- | ------------------------ | ----------------------- |
|            | 1          | 16        | 7 de enero de 2000       | 20 de febrero de 2000   |
|            | 2          | 16        | 21 de octubre de 2001    | 9 de diciembre de 2001  |
|            | 3          | 16        | 27 de septiembre de 2002 | 15 de noviembre de 2002 |
|            | 4          | 24        | 19 de febrero de 2004    | 6 de mayo de 2004       |
|            | 5          | 24        | 1 de febrero de 2006     | 27 de abril de 2006     |
|            | 6          | 24        | 17 de enero de 2008      | 10 de abril de 2008     |
|            | 7          | 24        | 10 de septiembre de 2009 | 26 de noviembre de 2009 |
|            | 8          | 24        | 15 de septiembre de 2011 | 8 de diciembre de 2011  |
|            | 9          | 26        | 9 de enero de 2014       | 10 de abril de 2014     |
|            | 10         | 26        | 7 de enero de 2016       | 14 de abril de 2016     |
|            | 11         | 26        | 11 de enero de 2018      | 19 de abril de 2018     |
|            | 12         | 10        | 9 de enero de 2020       | 19 de marzo de 2020     |
|            | 13         | 10        | 31 de marzo de 2022      | 2 de junio de 2022      |
|            | 14         | 10        | 17 de octubre de 2024    | 19 de diciembre de 2024 |

### Temporada 1 (2000)
| n.º | Título original              | Título en castellano (Trece) |
| --- | ---------------------------- | ---------------------------- |
| 1   | Lo straniero                 | El extranjero                |
| 2   | Una banale operazione        | Una operación rutinaria      |
| 3   | Il coraggio di parlare       | El coraje de hablar          |
| 4   | Anna                         | Anna                         |
| 5   | La strategia dello scorpione | La estrategia del escorpión  |
| 6   | Questione di fiuto           | Cuestión de olfato           |
| 7   | La rosa antica               | La rosa antigua              |
| 8   | Il piccolo angelo            | El angelito                  |
| 9   | In attesa di giudizio        | En espera de juicio          |
| 10  | Il ricatto                   | Chantaje                     |
| 11  | L'attore                     | El actor                     |
| 12  | Stato di ebbrezza            | Estado de ebriedad           |
| 13  | Delitto accademico           | Crimen académico             |
| 14  | Amore senza età              | El amor no tiene edad        |
| 15  | Il fuoco della passione      | El fuego de la pasión        |
| 16  | La mela marcia               | La manzana podrida           |

### Temporada 2 (2001)
| n.º | Título original              | Título español (Trece)       |
| --- | ---------------------------- | ---------------------------- |
| 1   | La mela avvelenata           | Manzanas envenenadas         |
| 2   | Il marchio sulla pelle       | La marca en la piel          |
| 3   | Cuore di ghiaccio            | Corazón bajo cero            |
| 4   | Il mago                      | El mago                      |
| 5   | Cinque astici                | Los cinco bogavantes         |
| 6   | Un uomo onesto               | Un hombre honesto            |
| 7   | Il torpedone                 | El autobús                   |
| 8   | Peso massimo                 | Pesos pesados                |
| 9   | Mossa d'azzardo              | Un movimiento arriesgado     |
| 10  | Moglie e buoi dei paesi tuoi | Un matrimonio apresurado     |
| 11  | La banda                     | La banda                     |
| 12  | Il morso del serpente        | La mordedura de la serpiente |
| 13  | Questione di fegato          | Hasta las entrañas           |
| 14  | Scherzare col fuoco          | Jugando con fuego            |
| 15  | Fuori gioco                  | Fuera de juego               |
| 16  | La confessione               | La confesión                 |

### Temporada 3 (2002)
| n.º | Título original                   | Título español (Trece)          |
| --- | --------------------------------- | ------------------------------- |
| 1   | I segreti del cuore               | Sentir en secreto               |
| 2   | In amore non è mai troppo tardi   | Nunca es tarde para el amor     |
| 3   | Scandalo in città                 | Escándalo en la familia         |
| 4   | Sequestro di persona              | El secuestro                    |
| 5   | Il passato ritorna                | El pasado vuelve                |
| 6   | Paura in palcoscenico             | Pánico escénico                 |
| 7   | Beauty Farm                       | La fuente de la eterna juventud |
| 8   | L'incarico                        | El encargo                      |
| 9   | Bellissima                        | La más bella                    |
| 10  | Il mistero del convento           | El misterio de la abadía        |
| 11  | Il testimone                      | El testigo                      |
| 12  | Natalina innamorata               | Natalina enamorada              |
| 13  | Tre matrimoni e...un Babbo Natale | Tres bodas y... un Papá Noel    |
| 14  | Il re degli scacchi               | El rey del ajedrez              |
| 15  | La lettera anonima                | La carta anónima                |
| 16  | Il volo                           | El vuelo                        |

### Temporada 4 (2004)
| n.º | Título original              | Título español (Trece)          |
| --- | ---------------------------- | ------------------------------- |
| 1   | Campagna elettorale          | Campaña electoral               |
| 2   | Delitto in biblioteca        | Crimen en la biblioteca         |
| 3   | Mio padre è stato in carcere | Mi padre ha estado en la cárcel |
| 4   | Debito per la vita           | En deuda con la vida            |
| 5   | Gara di ballo                | Concurso de baile               |
| 6   | Morte all'alba               | Muerte al alba                  |
| 7   | Comma 23                     | Cláusula 23                     |
| 8   | Il calice avvelenato         | El cáliz envenenado             |
| 9   | La valigia                   | La bolsa                        |
| 10  | L'amore rubato               | Amor robado                     |
| 11  | I volteggi del cuore         | Las vueltas del corazón         |
| 12  | Delitto in diretta           | Asesinato en directo            |
| 13  | Indagine riservata           | Investigación                   |
| 14  | L'estraneo                   | El forastero                    |
| 15  | Misteri e bugie              | Secretos y mentiras             |
| 16  | Dietro il sipario            | Entre bastidores                |
| 17  | Merce preziosa               | Una mercancía muy valiosa       |
| 18  | Il dono                      | El regalo                       |
| 19  | Il sospetto                  | El sospechoso                   |
| 20  | La legge del caso            | Cuestión de casualidad          |
| 21  | Cuori solitari               | Corazón solitario               |
| 22  | Vacche grasse, vacche magre  | Vacas flacas, vacas gordas      |
| 23  | Il delitto del biberon       | El delito del biberón           |
| 24  | Tre spari nel buio           | Tres tiros en la oscuridad      |

### Temporada 5 (2006)
| n.º | Título original (RAI)     | Título en castellano (TVE y Trece) |
| --- | ------------------------- | ---------------------------------- |
| 1   | I conti col passato       | Cuentas pendientes                 |
| 2   | Tarocchi di sangue        | Tarot de sangre                    |
| 3   | Al chiaro di luna         | Rachmaninov ópera 19               |
| 4   | Falso d'autore            | Falso cuadro                       |
| 5   | Ultimo enigma             | El último enigma                   |
| 6   | Turista inglese           | El turista inglés                  |
| 7   | Legittima difesa          | Legítima defensa                   |
| 8   | La forza del sorriso      | La fuerza de una sonrisa           |
| 9   | Ultima preda              | La última presa                    |
| 10  | Una domenica tranquilla   | Un domingo tranquilo               |
| 11  | Errore umano              | Error humano                       |
| 12  | Il sogno spezzato         | El sueño roto                      |
| 13  | Il ballo delle debuttanti | El baile de la debutante           |
| 14  | Acque avvelenate          | Aguas envenenadas                  |
| 15  | Caduta dal cielo          | Caída del cielo                    |
| 16  | Sogni e bisogni           | Sueños y necesidades               |
| 17  | Vuoto di memoria          | Memoria en blanco                  |
| 18  | Panni sporchi             | Ropa sucia                         |
| 19  | Arabesque                 | Arabesque                          |
| 20  | Cavallo vincente          | El caballo vencedor                |
| 21  | Giudizio universale       | El juicio universal                |
| 22  | Le elezioni del cuore     | Las elecciones del corazón         |
| 23  | La posta in gioco         | Lo que está en juego               |
| 24  | Falsa partenza            | El falso adiós                     |

### Temporada 6 (2008)
| n.º | Título original (RAI)                    | Título en castellano (TVE y Trece)                    |
| --- | ---------------------------------------- | ----------------------------------------------------- |
| 1   | Bentornato don Matteo                    | Bienvenido de nuevo, don Matteo                       |
| 2   | Profumo di caffè                         | Aroma de café                                         |
| 3   | Cioccolato                               | Chocolate                                             |
| 4   | La stanza di un angelo                   | La habitación de un ángel                             |
| 5   | La minicubista                           | La pequeña Gogó                                       |
| 6   | Morte di un cantastorie                  | Muerte de un narrador                                 |
| 7   | Il ritmo dei pedali                      | El ritmo de los pedales                               |
| 8   | Il caso del cane scomparso a mezzogiorno | El extraño caso del perro que desapareció al mediodía |
| 9   | Un tocco di fard                         | Un poco de colorete                                   |
| 10  | Trattamento di benessere                 | Tratamiento de bienestar                              |
| 11  | Uno spirito inquieto                     | Un espíritu inquieto                                  |
| 12  | I segreti degli altri                    | Los secretos de los demás                             |
| 13  | Francesca e il lupo                      | Francesca y el lobo                                   |
| 14  | La giostra dei desideri                  | El tiovivo de los deseos                              |
| 15  | Io ti salverò                            | Yo te salvaré                                         |
| 16  | Un San Valentino per Natalina            | Háblame de ti                                         |
| 17  | Un sogno rubato                          | Un sueño robado                                       |
| 18  | Incontri ravvicinati                     | Encuentros peligrosos                                 |
| 19  | Il fratello di Natalina                  | El hermano de Natalina                                |
| 20  | Crisi sentimentale                       | Alambre fino                                          |
| 21  | Una buona annata                         | Un buen año                                           |
| 22  | Il tesoro di Orfeo                       | El tesoro de Orfeo                                    |
| 23  | Bravi ragazzi                            | Los buenos chicos                                     |
| 24  | Una dura prova per don Matteo            | Más allá del muro                                     |

### Temporada 7 (2009)
| n.º | Título original (RAI)         | Título en castellano (TVE y Trece) |
| --- | ----------------------------- | ---------------------------------- |
| 1   | L'ultimo salto                | El último salto                    |
| 2   | Il mestiere di crescere       | El misterio de crecer              |
| 3   | Orma d'orso                   | La huella del oso                  |
| 4   | La ragzza senza nome          | La chica sin nombre                |
| 5   | Non è uno scherzo             | No es una broma                    |
| 6   | Numeri primi                  | Números primos                     |
| 7   | Dietro le mura del convento   | Tras los muros del convento        |
| 8   | Caro papà                     | Querido papá                       |
| 9   | Una questione d'onore         | Una cuestión de honor              |
| 10  | Mai dire trenta               | Nunca digas treinta                |
| 11  | L'anello                      | El anillo                          |
| 12  | Chi ha ucciso Toro Seduto?    | ¿Quién mató a Toro Sentado?        |
| 13  | Mete ambiziose                | Metas ambiciosas                   |
| 14  | L'anniversario                | El aniversario                     |
| 15  | Balla con me                  | Baila conmigo                      |
| 16  | Corsa contro il tempo         | Carrera contrarreloj               |
| 17  | La cattiva strada             | El mal camino                      |
| 18  | Amabile chiacchierata         | Una charla amistosa                |
| 19  | Perfetta                      | Perfecta                           |
| 20  | Tango                         | Tango                              |
| 21  | Perchè non lo diciamo a papà? | ¿Por qué no se lo decimos a papá?  |
| 22  | Sai chi viene a cena?         | Las sombras del corazón            |
| 23  | Una margherita per Natalina   | Una margarita para Natalina        |
| 24  | Ad ogni costo                 | A toda costa                       |

### Temporada 8 (2011)
| n.º | Título original (RAI)        | Título en castellano (TVE y Trece) |
| --- | ---------------------------- | ---------------------------------- |
| 1   | Era mia figlia               | Era mi hija                        |
| 2   | Rave party                   | Delirio                            |
| 3   | Prova d'amore                | Prueba de amor                     |
| 4   | L'uomo che sapeva volare     | El hombre que sabía volar          |
| 5   | Il ritorno                   | El retorno                         |
| 6   | Tre nipoti e una tata        | Tres sobrinos y una niñera         |
| 7   | Severino innamorato          | Severino enamorado                 |
| 8   | Un'altra vita                | Otra vida                          |
| 9   | Sposami                      | Cásate conmigo                     |
| 10  | Tiro mancino                 | Tiro zurdo                         |
| 11  | Il suocero ha sempre ragione | El suegro siempre tiene la razón   |
| 12  | I segreti di Gubbio          | El cuarto de invitados             |
| 13  | Scelta di vita               | Elegir una vida                    |
| 14  | Generazione Y                | Generación Y                       |
| 15  | Il giorno più bello          | El sueño de toda mujer             |
| 16  | La bambina del miracolo      | La niña del milagro                |
| 17  | Vecchie amiche               | Viejas amigas                      |
| 18  | Il bambino conteso           | Por odio y por amor                |
| 19  | L'ombra del sospetto         | Más bueno que el pan               |
| 20  | Indagine su mia figlia       | Investigaciones sobre una hija     |
| 21  | L'amore non basta            | El amor no es suficiente           |
| 22  | Tradimenti                   | Honra a tu padre                   |
| 23  | Tutto è perduto              | Todo está perdido                  |
| 24  | Don Matteo sotto accusa      | Don Matteo, acusado                |

### Temporada 9 (2014)
| n.º | Título original                  | Título español (Nova)        |
| --- | -------------------------------- | ---------------------------- |
| 1   | Un nuovo inizio                  | Un nuevo comienzo            |
| 2   | La seconda moglie                | La segunda esposa            |
| 3   | Testimone d'accusa               | Testimonio de la acusación   |
| 4   | Prova d'amore                    | Prueba de amor               |
| 5   | Il record della vita             | El record de la vida         |
| 6   | Fuori dal mondo                  | Al margen de la realidad     |
| 7   | Il coraggio di una figlia        | El coraje de una hija        |
| 8   | Una vita sul filo                | La vida pendiente de un hilo |
| 9   | L'ultimo colpo                   | El último golpe              |
| 10  | Cyberbulli                       | Cyberacoso                   |
| 11  | Vicini e incredibilmente lontani | Cerca e increíblemente lejos |
| 12  | Scommessa perdente               | Apuesta perdida              |
| 13  | Il prezzo dell'amore             | El precio del amor           |
| 14  | La straniera                     | La extranjera                |
| 15  | Questione di priorità            | Cuestión de prioridades      |
| 16  | La scelta                        | El dilema                    |
| 17  | Sotto accusa                     | Bajo sospecha                |
| 18  | La veggente                      | La vidente                   |
| 19  | Il bambino conteso               | Disputa por la custodia      |
| 20  | Mio figlio                       | Mi hijo                      |
| 21  | Affari di famiglia               | Cosas de familia             |
| 22  | Niente da perdere                | Nada que perder              |
| 23  | Una favola vera                  | Una cuento de verdad         |
| 24  | Il ritorno di Alma               | El regreso de Alma           |
| 25  | Vecchi ricordi                   | Viejos recuerdos             |
| 26  | Addio Natalina!                  | ¡Adiós Natalina!             |

### Temporada 10 (2016)
| n.º | Título original           | Título español (Nova)        |
| --- | ------------------------- | ---------------------------- |
| 1   | La colpa                  | La culpa                     |
| 2   | Colpi proibiti            | Golpe prohibido              |
| 3   | Senza via d'uscita        | Sin salida                   |
| 4   | Distanza di sicurezza     | Distancia de seguridad       |
| 5   | Pensavo fosse amore       | Creía que era amor           |
| 6   | Fuori dal gioco           | Fuera de juego               |
| 7   | Non è colpa delle stelle  | No culpes a las estrellas    |
| 8   | Medical Market            | Mercado negro                |
| 9   | L'amore a chilometro zero | Rollos sin compromiso        |
| 10  | L'uomo dei carrelli       | El hombre del carro          |
| 11  | E tu quanto vali?         | ¿Y tú cuánto vales?          |
| 12  | Liberi dal male           | Enviado del mal              |
| 13  | Piccole stelle            | Pequeñas estrellas           |
| 14  | Cam Mom                   | Cam Mom                      |
| 15  | La promessa               | La promesa                   |
| 16  | La vita è un film         | La vida es una película      |
| 17  | L'amico ritrovato         | Una amistad reencontrada     |
| 18  | Le due madri              | Las dos madres               |
| 19  | La diva                   | La diva                      |
| 20  | L'inganno                 | El engaño                    |
| 21  | L'ultimo ricordo          | El último recuerdo           |
| 22  | Resurrezione              | Resurrección                 |
| 23  | Il contagio               | Contagio                     |
| 24  | L'ultimo giro di giostra  | La última vuelta del tiovivo |
| 25  | La fuga                   | La fuga                      |
| 26  | Nei secoli fedele         | Por los siglos de los siglos |

### Temporada 11 (2018)
| n.º | Título original           | Título español           |
| --- | ------------------------- | ------------------------ |
| 1   | L' errore più bello       | El error más hermoso     |
| 2   | Scene da un matrimonio    | Escena de un matrimonio  |
| 3   | Salvazione                | Salvación                |
| 4   | Per il loro bene          | Por su propio bien       |
| 5   | La vera ricchezza         | La verdadera riqueza     |
| 6   | Il prezzo del talento     | El precio del talento    |
| 7   | L'amore sbagliato         | Amor equivocado          |
| 8   | Avrò cura di te           | Yo me ocuparé de ti      |
| 9   | La mia giustizia          | Mi justicia              |
| 10  | La notte dell'anima       | Noche de ánimas          |
| 11  | Ancora bambina            | Como un niño             |
| 12  | Scegli me!                | ¡Elígeme!                |
| 13  | Pene d'amore              | Por amor                 |
| 14  | Una famiglia normale      | Una familia normal       |
| 15  | Una questione personale   | Una pregunta personal    |
| 16  | Una di quelle             | Uno de ellos             |
| 17  | Genitori e figli          | Padres e hijos           |
| 18  | Don Matteo sotto tiro     | Don Matteo bajo el fuego |
| 19  | Dimmi chi sei             | Dime quién eres          |
| 20  | Sola andata               | Una manera               |
| 21  | La crepa                  | La grieta                |
| 22  | Premonizioni              | Premoniciones            |
| 23  | Tutta la vita             | Toda la vida             |
| 24  | Il potere del perdono     | El poder del perdón      |
| 25  | Il bambino di Natale (I)  | El niño de Navidad (I)   |
| 26  | Il bambino di Natale (II) | El niño de Navidad (II)  |

### Temporada 12 (2020)
| n.º | Título original                       | Título español                                |
| --- | ------------------------------------- | --------------------------------------------- |
| 1   | Non avrai altro Dio all'infuori di me | Amarás a Dios sobre todas las cosas           |
| 2   | Non nominare il nome di Dio invano    | No tomarás el nombre de Dios en vano          |
| 3   | Ricordati di santificare le feste     | Santificarás las fiestas                      |
| 4   | Onora il padre e la madre             | Honrarás a tu padre y a tu madre              |
| 5   | Non uccidere                          | No matarás                                    |
| 6   | Non commettere adulterio              | No cometerás actos impuros                    |
| 7   | Non rubare                            | No robarás                                    |
| 8   | Non dire falsa testimonianza          | No dirás falso testimonio ni mentirás         |
| 9   | Non desiderare la donna d'altri       | No consentirás pensamientos ni deseos impuros |
| 10  | Non desiderare la roba d'altri        | No codiciarás los bienes ajenos               |

### Temporada 13 (2022)
| n.º | Título original                                               | Título español                                                                  |
| --- | ------------------------------------------------------------- | ------------------------------------------------------------------------------- |
| 1   | Il giorno perfetto                                            | Un día perfecto                                                                 |
| 2   | Amore e rabbia                                                | Amor e ira                                                                      |
| 3   | Il sacrificio della regina                                    | El sacrificio de la reina                                                       |
| 4   | Così lontani, così vicini                                     | Tan cerca, tan lejos                                                            |
| 5   | L'amico ritrovato                                             | Hallando un amigo                                                               |
| 6   | L'innocente                                                   | El inocente                                                                     |
| 7   | Le colpe degli altri                                          | Las faltas de los demás                                                         |
| 8   | Ma è l'amore che fa la famiglia o la famiglia che fa l'amore? | Pero, ¿es el amor lo que hace a la familia o es la familia la que hace el amor? |
| 9   | Il coraggio di credere                                        | El coraje de creer                                                              |
| 10  | Dimenticando Matteo                                           | Olvidando a Matteo                                                              |

### Temporada 14 (2024)
| n.º | Título original        | Título español |
| --- | ---------------------- | -------------- |
| 1   | La Samaritana          |                |
| 2   | Il ladro di ricordi    |                |
| 3   | Giustizia sarà fatta   |                |
| 4   | La luce del mondo      |                |
| 5   | La strada giusta       |                |
| 6   | L'ultima consegna      |                |
| 7   | L'erede                |                |
| 8   | Il dono                |                |
| 9   | Indagine su una figlia |                |
| 10  | Resurrezione           |                |

## Emisión en España
En España se estrenó el 21 de octubre de 2013 y se emitió hasta mediados de 2014 en La 2 de Televisión Española, las temporadas de la 5 a la 8. También fue emitida en varias cadenas autonómicas de España como 8tv (Cataluña) y IB3 (Islas Baleares) en 2015 y en Aragón TV en 2016-2017. 
Unos meses después de su retirada de la programación, algunos fanes españoles realizaron una petición en la plataforma Change para que volviera a emitirse, incluyendo las cuatro primeras temporadas, así como las nuevas. Años después, el 20 de marzo de 2019, Ángel Nodal, defensor del espectador de RTVE, declaró que la dirección de La 2 iba a estudiar la adquisición de nuevos episodios. Sin embargo, la serie no volvió a la cadena pública, sino al canal Paramount Network (al que también se habían realizado peticiones por parte de fanes) a partir del 31 de agosto de 2020, en horario vespertino. En julio de 2021 comenzó la emisión de lo ya emitido por La 2 en el canal Trece. Desde el 12 de septiembre de 2022 la emisión de las cuatro primeras temporadas inéditas en España los emitió el canal Trece finalizando las reposiciones en las Navidades de 2023. Las temporadas 9 y 10 se estrenaron en NOVA desde el 19 de noviembre de 2022 hasta el 15 de enero de 2023.